# Ana Paula Belo
Ana Paula Rodrigues-Belo (født 18. oktober 1987 i São Luís) er en brasiliansk kvindelig håndboldspiller, som spiller playmaker for den italienske klub SSD Handball Erice og Brasiliens kvindehåndboldlandshold. I 2013 var hun med til at vinde Verdensmesterskabet; det første for både Brasilien og Sydamerika.

## Bedrifter
- Den Østrigske Håndboldliga

Vinder: 2012, 2013, 2014
- Den Østrigske Pokalturnering

Vinder: 2012, 2013, 2014
- Liga Națională

Vinder: 2015, 2016
- Den Rumænske Pokalturnering

Finalist: 2015
- EHF Cup Winners' Cup

Vinder: 2013
- EHF Cup

Vinder: 2017
Finalist: 2010
- Pan Americano

Vinder: 2011, 2015
- VM i Håndbold

Vinder: 2013